# Vicent Masià i Mengual
Vicent Masià i Mengual, més conegut com a Sento Masià, (Alcoi, 10 de febrer de 1940 – Molins de Rei, 4 d'abril de 2020) va ser un artista i professor d'art, alcoià de naixement i molinenc d'adopció.

## Biografia
El 1958 ingressà a l'Escola Superior de Belles Arts de Sant Carles de València i el 1962 es traslladà a Barcelona per continuar els seus estudis de professorat de Dibuix i de Gravat a l'Escola Superior de Belles Arts de Sant Jordi a Barcelona. El 1972 es traslladà a Molins de Rei, on va conciliar la seva feina de professor catedràtic d'Arts Plàstiques i director a l'IES Requesens fins al 2005 amb la producció d'art, que no deixà mai.
Implicat amb la seva ciutat natal va ser un dels fundadors del grup Alcoiart (1965-1972) juntament amb Antoni Miró i Miguel Mataix Cabrera, que s'havien conegut al Centre Excursionista d'Alcoi. Alcoiart va ser un grup artístic no estable i de llenguatge divers al qual se sumaren altres col·laboradors com Alexandre Agulló Guerra, Vicent Vidal o Roc Candela que compartien l'interès per la incidència de l'art en l'àmbit social, cultural i polític al costat de l'experimentació plàstica. A Alcoi també va dissenyar els vestits de la Capitania Mora i el cartell de la Festa de Moros i Cristians de 1999.
A Molins de Rei la seva aportació anà més enllà de les aules. Va fundar l'Escola de Belles Arts, el 1987 impulsà l'Espai Molí-1 juntament amb Susana Adrián, Miquel Brull, Josep Franquet, Luisa Garcia Muro, Joan Lluis Girona, Mercè Juves, Josep Lluís Lara, Tomàs Morell, Mateu Ortuño, Lluis Ros i Núria Sanz entre d'altres. Espai Moli-1 era un projecte per transformar l'antiga Fàbrica Ferrer i Mora en un taller col·lectiu de grans dimensions i obert a activitats artísticoculturals. També formà part del col·lectiu artístic molinenc Encaix amb Toni Moreno, Pere Raich i Josep Tero.
Sento Masià teixí col·laboracions i amistats amb artistes, cantautors, poetes i pensadors, entre els quals destaquen Enrique Iriarte, Ovidi Montllor, Josep Sou, Isabel-Clara Simó, Vicent Andrés Estellès amb qui va participar l'any 1989 en la seva antologia monogràfica Poemes i dibuixos. Vicent Andrés Estellés i Sento Masià. El maig del 2017 va ser nomenat Fill Adoptiu de Molins de Rei al costat de Lluís Posada per la seva qualitat i implicació amb la ciutat. El 4 d'abril del 2020, durant la preparació de l'exposició retrospectiva a la seva obra artística, va morir als 80 anys per complicacions amb la covid-19.

## Obra artística
Sento Masià no tingué un estil artístic únic; va passar per diversos períodes durant els quals, tot i que treballà temes recurrents, va desenvolupar un art molt divers, expressiu i compromès, en el qual barrejava art abstracte i elements figuratius. Va fer treballs de pintura a l'oli, aquarel·la, acrílic, dibuix, gravat, dibuix sobre teles, art mural, escultures, performance, escenografia, art trobat i ús de tècniques mixtes com el collage. En totes les tècniques feia confluir la figuració, estils informals, textures d'influència d'Antoni Tapies entre sorra i terra, geometries polièdriques i taques.
Va començar la seva obra pictòrica als anys 70 amb un art informal, allunyat de l'academicisme. El seguiren altres etapes d'experimentació: època dels conills (representació de conills sense pell, estirats i amb una inquietant semblança al cos humà), sèries de papers arrugats o estripats com Dibuix sobre papers o Crits (2004) inspirat en Edvard Munch com a rebuig de la realitat mundial, en especial de la guerra i totes les seves conseqüències i Art pop on utilitzava imatges dels mass media com a eina d'expressió. Una altra constant de la seva obra fou representar obres mestres d'altres èpoques, com va fer amb Rena-Sentisme, sèrie centrada en l'home representat al Renaixement italià.
Alhora no deixà de participar en l'art de carrer, centrat en art mural, cartelleria i escultures de tarannà crític i compromès. En l'art mural destaca el mural de la Llibreria Barba de Molins de Rei amb Miquel Roca, la seva intervenció amb la pintura mural sobre façanes blanques del nucli antic de Altea al II Certamen de Pintura Mural de Altea, apropant l'art contemporani i els artistes a la ciutat, la pintura mural Molins per Bòsnia. Va elaborar els cartells de la Festa Major de Molins de Rei 2005 amb Toni Moreno i de la 138a edició de la Fira de la Candelera. Les seves escultures més destacades són l'Abecedari de la Llibertat (amb la lletra C) al Poble Vell de Corbera d'Ebre, les siluetes de ferro forjat al bulevard de la Federació Obrera amb Monterde, la porta als jardins de la piscina amb Toni Moreno, Josep Maria Mateu i Maria Casals i l'escultura al Racó de l'Ovidi.

## Homenatge pòstum
L'octubre del 2020 es realitzà sis exposicions antològiques, una publicació antologica i una exposició itinerant "El meu sento" amb l'objectiu d'aproximar la vida i obra del molinenc Sento Masià a la resta de molinencs i molinenques. L'exposició recorrerà diferents espais de Molins de Rei habia començat a preparar-se abans del confinament del covid19 entre Sento Masià i Toni Moreno i amb la col·laboració de l'Ajuntament de Molins de Rei. L'exposició itinerant recorre diversos espais locals i tractarà la seva obra pictòrica com les seves diverses etapes artístiques, el mural a la federació obrera, l'obra "Guernica" per a l'INS Lluís de Requesens i la publicació d'una antologia pictòrica.

## Obres publicades
- Sento Masià : mostra antològia 1955-1995. Molins de Rei: Ajuntament de Molins de Rei, 1995
- Rena-Sentisme. Alcoi : Centre Ovidi Montllor, 2003
- Encaix. Alcoi: Alfagràfic, 2005. 2 vol.
- Sentoments. Molins de Rei: Grogues Cauen les Fulles, 2018
- Sentismes. Molins de Rei: Grogues Cauen les Fulles, 2019
- Sentologies. Molins de Rei: Grogues Cauen les Fulles, 2020
- Sentropies. Molins de Rei: Grogues Cauen les Fulles, 2020
- El meu sento: antologia de l'obra de Sento Masià. Molins de Rei: Grogues Cauen les Fulles, 2020